# Effileur
Een effileur is een apparaat dat machinaal gesorteerde lompen voor papierstofbereiding in stukjes snijdt.
Andere benamingen die voorkomen zijn lompenscheurder en lompenwolver.